# تالی فهیما
تالی فهیما (به عبری: טלי פחימה) زاده:۱۹۶۷ فعال و زندانی سابق اسرائیلی است که از یهود به اسلام گروید. خانواده وی اصالتاً از یهودیان مراکش هستند که به اسرائیل مهاجرت نمودند. وی با زکریا زبیده فرمانده گردانهای الاقصی تماس برقرار و به گفته دادگاه‌های اسرائیل یک سند امنیتی ارتش اسرائیل را برای وی ترجمه کرده بود و بدین سبب به زندان محکوم گردید.
وی در سال ۲۰۱۰ در یک مسجد در ام افحم به اسلام گروید و هم‌اکنون به عنوان معلم زبان عبری در یک روستای عرب در شمال اسرائیل (روستای عرعره) شاغل است.